# Sarosesthes fulminans
Sarosesthes fulminans là một loài bọ cánh cứng trong họ Cerambycidae.